# Kirmaka krausi
Kirmaka krausi är en spindelart som beskrevs av Roewer 1961. Kirmaka krausi ingår i släktet Kirmaka och familjen plattbuksspindlar.
Artens utbredningsområde är Afghanistan. Inga underarter finns listade i Catalogue of Life.